# Julius Lassen
Julius Severin Vilhelm Lassen (* 4. Juli 1847 auf Samsø; † 23. November 1923 in Kopenhagen) war ein dänischer Jurist und Begründer der neueren Lehre des Obligationenrechts.

## Jugend und Werdegang
Seine Eltern waren der Verpächter Christian August Lassen und dessen Frau Marie Elisabeth Margrethe Gram. 1884 heiratete er Therese Susanne Hvidt, Tochter des Gutsbesitzers Valdemar Hvidt in Frihedslund und dessen Frau Mariane Elisabeth Henriette Lawætz.
1865 begann er sein juristisches Studium, das er 1871 abschloss. 1872 wurde er Volontär im Justizministerium. 1880 wurde er „Fuldmægtig“ in diesem Ministerium. 1875 bis 1877 absolvierte er ein Auslandsstudium, insbesondere in Leipzig, Breslau uns London über Strafrecht und prozessuale Fragen. Vor und nach seinem Auslandsaufenthalt war er ein gefragter Repetitor. 1879 promovierte er mit dem Thema Betingelserne for Forsøgets Strafbarhed (Bedingungen der Strafbarkeit des Versuchs). Unmittelbar danach wechselte er zu dem Gebiet des römischen und dänischen Vermögensrechts. Auf diese Weise erlangte er den Lehrstuhl auf diesem Gebiet nach dem plötzlichen Tod von Professor Aagesen und wurde 1881 Professor. Im akademischen Jahr 1904/05 amtierte er als Rektor der Universität. 1918 wurde er Prüfer für das juristische Examen. 1911 wurde er Ehrendoktor der Universität Kristiania und 1918 Ehrendoktor der Universität Lund.

## Wissenschaftliche Arbeit
Zunächst lehrte er nach den gedruckten Vorlesungen seines Vorgängers. Aber schon 1882 veröffentlichte er seine neuen Vorlesungen unter dem Titel Om Retshandler i Almindelighed efter romersk Ret (Über die Rechtshandlungen im Allgemeinen nach römischem Recht). Sein Forschungsschwerpunkt bildete das dänische Schuldrecht. 1889 schrieb er über das Schuldrecht, Besonderer Teil. 1892 gab er von seinem Haandbog i Obligationsretten (Handbuch des Schuldrechts) den Allgemeinen Teil, ein Lehrbuch und gleichzeitig ein Nachschlagewerk für Praktiker, heraus. 1912 verfasste er in Zusammenarbeit mit Henry Ussing das Lehrbuch des Schuldrechts, Besonderer Teil. Dieses Werk übte großen Einfluss auf die Rechtspraxis im gesamten skandinavischen Raum aus und besaß fast die Autorität eines Gesetzes. Es beeinflusste auch die gesamte neuere Gesetzgebung auf diesem Gebiet. Sowohl in der Ugeskrift for Retsvæsen (Wochenschrift für das Rechtswesen) als auch in der Tidsskrift for Retsvidenskab (Zeitschrift für Rechtswissenschaft) veröffentlichte er wichtige Abhandlungen zum Schuldrecht: 1888 „Løfte og Accept“ (Angebot und Annahme), 1889 „Condictio indebiti“ nach dänischem Recht, 1890 „Proformaværk og Omgaaelser“ (Scheingeschäft und Umgehung), 1893 „Mangler ved Sælgerens Ydelse“ (Leistungsmängel des Verkäufers) und 1894 „Berigelseskravet efter nordisk Vexellovs § 93“ (Bereicherungsanspruch nach § 93 des skandinavischen Wechselgesetzes). 1895 war er Mitverfasser eines Entwurfs zu einem Scheckgesetz.
Auf dem nordischen Juristentreffen 1896 in Stockholm referierte Lassen zum Thema „Nordisk Checklov-givning“.
Am 16. November 1899 hielt Lassen einen Vortrag „Ønskeligheden af den danske borgerlige rets, særlig formuerettens kodifikation“ (Bedürfnis für eine Kodifikation des dänischen Bürgerlichen Rechts, besonders des Vermögensrechts). Ziel solle ein gemeinsames nordisches Gesetzbuch sein.
Er kämpfte zeit seines Lebens für ein gemeinsames nordisches Zivilgesetzbuch. Seine Bemühungen scheiterten aber 1922 an dem norwegischen Juristen und Politiker Fredrik Stang.
Er war als Professor auch Propst des Studentenheims Regensen.
Ein anderes Gebiet seines Interesses war die Botanik. Er hat eine reichhaltige Sammlung der Flora von Samsø hinterlassen.

## Werke in Auswahl
- Handlinger paå fremmed Formueretsomraade i romersk og dansk Ret (Handlungen auf dem Gebiet fremden Vermögens nach römischem und deutschem Recht) 1880
- Nullitet og Anfægtelighed (Nichtigkeit und Anfechtbarkeit) (1899)
- Nogle Bemærkninger om Proforma og Omgaaelse (Einige Bemerkung zum Scheingeschäft und der Umgehung). In: Ugeskrift for Retsvæsen, 1890
- Nordisk Cheeklovgivning (Skandinavische Scheck-Gesetzgebung). In: Forhandlings-emne paa 8. nordiske Juristmøde i Stockholm 1896 (Verhandlungs-Thema auf dem 8. nordischen Juristenkongress in Stockholm 1896)
- Haandbog i Obligationsretten. Specielle Del 1. Abteilung 1884–1885. 3. Auflage 1889. Eine Ergänzung 1881 und 1889. Gesamtausgabe neu bearbeitet 1897.
- Haandbog i Obligationsretten. Alm. Del (Handbuch des Schuldrechts, Allgemeiner Teil) 1883; 2. Auflage 1908.
- Løfte og Akcépt (Angebot und Annahme). In: Tidskrift for Retsvidenskab 1888.
- Om Retshandeler i Almindelighed efter romersk Ret (Über Rechtshandlungen im Allgemeinen nach römischem Recht) 1892.
- Forelæsninger over den romerske privatret (Vorlesungen über das römische Privatrecht) 1904.
- Lærebog i romersk privatret (Lehrbuch des römischen Privatrechts) 1904. 2. Auflage 1911, letzte Auflage März 2009.
- Vilje og Erklæring ved Afgivelse af formueretlige Tilsagn (Wille und Erklärung bei vermögensrechtlichen Zusagen) 1905.
- Køb og Salg (Kauf und Verkauf) 1906, 3. Auflage 1917.
- Kunstig Kreditorbegunstigelse (Kuriose(?) Gläubigerbegünstigungen) in Tidskrift for Retsvidenskab XXX, 1917
- Lærebog i Obligationsrettens specielle Del (Lehrbuch über das Schuldrecht, Besonderer Teil) 1912. 2. Ausgabe mit Henry Ussing 1919. Ergänzung 1921.
- Nogle Bemærkninger om Definitioner i Retslitteraturen (Einige Bemerkungen zu Definitionen in der Rechtsliteratur). In: Festskrift for friherre R. A. Wrede, 1921.
- Zusammen mit Henra Ussing: Gave, Køb og Bytte (Schenkung, Kauf und Tausch) 1923.